# ダック・ドジャース
『ダック・ドジャース』（Duck Dodgers）は、アメリカ合衆国のテレビアニメ。2003年8月23日から2005年11月11日までカートゥーン ネットワークで放映された。ルーニー・テューンズのスピンオフのひとつ。日本ではカートゥーン ネットワークで放送され、2004年5月3日からシーズン1、同年11月14日からシーズン2が放送された。全39話。

## 概要
元になった作品は、ルーニー・テューンズの「ダフィー・ウォーズ」。
2004年と2005年にデイタイム・エミー賞Outstanding Special Class Animated Programを受賞。

## あらすじ
21世紀に誤って冷凍されたダック・ドジャース。24と2分の1世紀に冷凍冬眠から目覚め、自分は21世紀のスーパーヒーローと偽る。相棒になったカデットと共に宇宙防衛軍の一員として活動していたところ、火星の女王がX-2司令官を送り込み、宇宙を舞台にした騒動が起きる。

## 登場人物
ダック・ドジャース
声 - ジョー・アラスキー/日本語版 - 高木渉
本作の主人公。ダフィー・ダック演じる宇宙防衛軍のキャプテンだが、弱虫でお調子者かつ腰抜けなトラブルメーカーで金と美女に弱い。変な丁寧語で話すのが特徴。運動能力や運転技術などはそれなりにある。初登場時には火星人を見張らずに、ポテトチップスを食べながらドラマ鑑賞をしていた。そのため火星人の奇襲に遅れを取った挙句、地球の防衛システムを破壊し、地球を滅亡の危機に晒した罪で裁判にかけられた。この際は火星人の宇宙船のミサイル発射口にジャガイモを打ち込み、地球にポテトチップスを発射させることで危機を救った。しかしその後地球にばらまかれたポテトチップスの莫大な清掃代を請求されている。自身の宇宙船のレーザー砲を酷使した結果、動力源が爆発し2年間宇宙を漂流する羽目になった。この時はカデットを女装させ近くを通りかかった火星人の宇宙船に潜入させ、動力源を盗む大胆な計画を立てた。他にもSOS信号を無視して野球の生放送を見たり、IQハイをからかうため、わざと応答しなかったり、カデットの妹をソーセージ工場に売るなど仲間を大切にしなかったり、お金儲けのために宇宙船を豪華客船と偽ったり、潜入捜査の最中、海賊の財宝を手に入れようとするなど職務に対して不誠実で利己的な性格。なぜか失敗を成功に変える力を持ち、何度も地球を救うも結果的に自身や敵味方問わず周囲の者を悲惨な目に遭わせ、迷惑をかけるため、純粋に感謝されたことがほとんどなくX-2ら宿敵達だけでなく相棒のカデットやDR.IQハイなどから見下されている。またかなりのナルシストで火星の女王が自分に興味があるのはハンサムな自分に惚れ込んでいると思い込んでいる。コールドスリープをする前はウォーターボーイとして活動をしていた。
カデット
声 - ボブ・バーゲン/龍田直樹
ポーキー・ピッグ演じるドジャースの助手。お調子者のドジャースの行動に振り回されている苦労人だが活気に溢れ、ドジャースにとても忠実だが、ダックの大失敗に気付かない事もあるなどお人好しで天然。しかし、不満はないわけでなく、周囲同様内心見下したり、密かに仕返ししたり、X-2に日頃の不満を愚痴ったなどもしている。ドジャースとは違い、いざという時に頼りになる優秀な人物で回によってはおいしい所を持っていく場面もある。8話Aでは自分そっくりのロボットが登場したり、ドジャースの転職先にも容姿も声も似た人物が出たりしている。実はブタンドロメダナインの次期国王であったが宇宙の平和を守りたいと宇宙防衛軍に入った。
DR.IQハイ
声 - リチャード・マクゴナグル/梅津秀行
コールドスリープしたダックを解凍した張本人。頭に電球がついている。ドジャースが引き起こすトラブルに頭を悩ますも本人曰く「なぜか憎めない魅力がある」と語っており、なんだかんだで信頼している様子。ドジャースに指令を送るのが主な役割だが上司としては少し抜けている部分もある。「ダフィー・ウォーズ」にも登場している。
X-2
声 - ジョー・アラスキー/中田和宏
マービン・ザ・マーシャン演じる火星の司令官。ドジャースとは宿敵だが、実態によっては彼やカデットと行動を共にすることもあった。敵役だが不真面目で自己中心的なドジャースとは正反対で真面目で熱心な性格。センチュリオンロボを率いる。火星の女王の事が好きで、彼女の気を引こうとする事も多いが女王がドジャースに興味を持っているため、嫉妬している。実はウォーターボーイだったドジャースを歴史と異なったことで自分が間違えるわけがないと証明したいがために過去に行き、優勝を阻止する計画を忘れ、歴史通り、ラグビーのヒーローにし、結果的に自ら宿敵を生み出してしまった張本人でもある。
K-9
声 - フランク・ウェルカー/下和田ヒロキ
X-2司令官の部下。ルーニー・テューンズの時と違い、鳴くことがある。
センチュリオンロボ
声 - マイケル・ドーン
X-2司令官の部下。兜をかぶっている点や黒い顔はX-2司令官と同じだが、顔には赤い目がひとつだけ浮かぶ。ロボットだが感情があり、X-2のことを陰で笑うなど不満がないわけではない様子。
クッチャカ・サム
声 - モーリス・ラマーシュ/郷里大輔
ヨセミテ・サム演じる、クランキン星のボス。
火星の女王
声 - ティア・カレル/玉川砂記子
火星の支配者で、エキゾチックな美女。長い白髪をしており、X-2司令官より背が高い。帝国を拡大しようと企む。地球の防衛力を探ろうと、X-2司令官を送り込むがそれを何度も（運良く偶然に）阻止するドジャースに興味を持ち、一時はそれを見込んでドジャースと結婚した。嫉妬したX-2に騙されたドジャースから離婚を言い渡され、復讐しようとしたこともあるが、その後も彼の不思議な魅力（決して容姿ではない）に惹かれる。DR.IQハイの駄目なエピソードを話したときも弁護をしようとしたほどだが、回によって周囲同様彼を見下する場面も度々見せている。最終的に命懸けで自身を救ったX-2に惚れ、相思相愛の関係になった。
ナレーション
声 - /梅津秀行
主にプラカードや字幕などを読みあげている。

### ゲスト
クラッシャー
声 - ジョン・ディマジオ
ロング・ジョン・シルバー23世
声 - ジョン・ディマジオ
ティル
声 - ビリー・ウェスト
赤ん坊
声 - タラ・ストロング/小桜エツ子
宇宙を救うとされる赤ん坊。この赤ん坊がどこかへ行ってしまったため、ドジャースは赤ん坊の代役を務める羽目になった。
グリーン・ランターン
声 - ケヴィン・スミス
カトゥマ・トゥイ
声 - タラ・ストロング
グリーン・ランターンの一員。
ハッピー・キャット
声 - マコ岩松
アチョー
声 - マコ岩松
ハッピーキャットが演じる『サムライジャック』に登場するアクのパロディキャラクター。

## スタッフ

### メインスタッフ
- スーパーバイジングプロデューサー・監督・演出 - スパイク・ブラント、トニー・セルヴォーン
- シリーズ構成 - マーク・バンカー
- アートディレクター - マーク・ホワイティング、テッド・ブラックマン
- キャラクターデザイン - スパイク・ブラント、トニー・セルヴォーン、ダン・ハスケット、デクスター・スミス、アンディ・スリアーノ、他
- プロップデザイン - ポール・ブリッグス、ジョン・フィッシャー、ノエ・ガルシア、ポーラ・スペンス、アンディ・スリアーノ、他
- アニメーションタイミングディレクター - カーク・ティングブラッド
- アニメーションディレクター - ドンヤン・リー
- CGディレクター - マイケル・ヴィナー
- 色彩監督 - ジーノ・デュボイズ
- 編集 - ロブ・デサールズ
- キャスティング・音声監督 - コレット・サンダーマン
- 音楽 - ロバート・クラール
- プロデューサー - ポール・ディニ、トム・ミントン、リンダ・M・ステイナー
- エグゼクティブプロデューサー - サンダー・シュワルツ
- スペシャルサンクス - チャールズ・M・ジョーンズ
- 制作 - ワーナー・ブラザース・アニメーション
- 制作協力 - エアリムプロダクション
- CGアニメーション制作協力 - リキッドアニメーション
- 製作著作 - ワーナー・ブラザース・エンターテイメント

### 日本語吹き替え版スタッフ
- 翻訳：鎌田郁子→畑みづき
- 演出：佐々木由香
- 録音・調整：田場公→吉本晋
- 担当：小野寺徹、丸田兼太郎
- プロデューサー：伊藤文子、丸田耕太郎（13話まで）、末次信二（14話から）
- エクゼクティブ・プロデューサー：松下健司（14話から）
- 制作：カートゥーン ネットワーク、東北新社

## サブタイトル

### シーズン1
| 話数 | サブタイトル               | サブタイトル               | 原題                           | 原題                        | 放送日         | 放送日        | 備考       |
| ---- | -------------------------- | -------------------------- | ------------------------------ | --------------------------- | -------------- | ------------- | ---------- |
| 1    | ダック・ドジャース裁判     | アブない美女軍団           | The Trial of Duck Dodgers      | Big Bug Mamas               | 2003年 8月23日 | 2004年 5月3日 |            |
| 2    | 助っ人はロボット           | レースの行方               | The Fowl Friend                | The Fast & the Feathery     | 8月30日        | 5月4日        |            |
| 3    | ドジャース漂流記           | 私を愛さなかったスパイ     | Duck Deception                 | The Spy Who Didnt Love Me   | 9月6日         | 5月5日        |            |
| 4    | おいぼれドジャース         | 赤ちゃんは救世主           | Duck Codgers                   | Where's Baby Smartypants?   | 9月13日        | 5月6日        |            |
| 5    | 狙われたカデット           | どっちがドジャース         | I'm Going to Get You Fat Sucka | Detained Duck               | 9月20日        | 5月7日        |            |
| 6    | K-9はキャディーさん        | カデットが大変身           | K-9 Kaddy                      | Pig of Action               | 9月27日        | 5月8日        |            |
| 7    | パイレーツ・ドジャース     | パイレーツ・ドジャース     | Shiver Me Dodgers              | Shiver Me Dodgers           | 10月4日        | 5月9日        |            |
| 8    | ドジャース 西部へ行く      | ドジャースの思考回路       | The Wrath of Canasta           | They Stole Dodgers' Brian   | 10月11日       | 5月10日       | [ 注釈 1 ] |
| 9    | 正義のグリーンランタン     | 正義のグリーンランタン     | Green Loontern                 | Green Loontern              | 10月18日       | 5月11日       |            |
| 10   | ヒーロー誕生！             | 禁断のロマンス             | Quarterback Quack              | To Love a Duck              | 10月25日       | 5月12日       |            |
| 11   | 目指せ！ハリウッド・スター | 目指せ！ハリウッド・スター | Hooray for Hollywood Planet    | Hooray for Hollywood Planet | 11月1日        | 5月13日       |            |
| 12   | 復讐に燃える女王           | ドジャースは訓練中         | The Queen is Wild              | Back to the Academy         | 11月8日        | 5月14日       |            |
| 13   | 宿敵は誰だ                 | ドジャースの転職           | Enemy Yours                    | Duck Departure              | 11月15日       | 5月15日       |            |

### シーズン2
第21話以降は日本先行放送。
| 通算 | 話数 | サブタイトル                     | サブタイトル                     | 原題                                               | 原題                                               | 放送日         | 放送日          | 備考       |
| ---- | ---- | -------------------------------- | -------------------------------- | -------------------------------------------------- | -------------------------------------------------- | -------------- | --------------- | ---------- |
| 14   | 1    | ブタの惑星                       | ブタの惑星                       | Pig Planet                                         | Pig Planet                                         | 2004年 8月14日 | 2004年 11月14日 |            |
| 15   | 2    | 真のヒーローは誰?                | ペットにご用心                   | Invictus Interruptus                               | Pet Peeved                                         | 2004年 8月14日 | 11月20日        |            |
| 16   | 3    | ニッポノ星を救え!                | K-9とハンティング                | The Menace Maninsuit                               | K-9 Quarry                                         | 2004年 8月14日 | 11月21日        |            |
| 17   | 4    | 歌声で勝負だ!                    | パパになったドジャース           | Talent Show A-Go-Go                                | The Love of a Father                               | 2004年 8月14日 | 11月27日        |            |
| 18   | 5    | 新しい相棒                       | 24‐1/2世紀 宇宙の旅              | The New Cadet                                      | The Love Duck                                      | 2004年 8月14日 | 11月28日        |            |
| 19   | 6    | ファッドの陰謀                   | ファッドの陰謀                   | The Fudd                                           | The Fudd                                           | 2004年 8月14日 | 12月4日         |            |
| 20   | 7    | 怪傑ゼロ 参上!                   | 俺、見えるんです…                | The Mark of Xero                                   | I see Duck People                                  | 2005年 1月7日  | 2005年 1月8日   | [ 注釈 2 ] |
| 21   | 8    | 仁義なきデスマッチ               | ドジャースの魅力とは?            | Deathmatch Duck                                    | Deconstructing Dodgers                             | 1月14日        | 1月9日          | [ 注釈 3 ] |
| 22   | 9    | 未来の冒険ファンタジー           | ドジャースの農園天国             | MMORD                                              | Old Mcdgers                                        | 1月21日        | 1月15日         |            |
| 23   | 10   | 歌姫お運びします                 | 城で何が起こったか               | Diva Dellivery                                     | Castle High                                        | 1月28日        | 1月16日         |            |
| 24   | 11   | サーフィン対決                   | サムライ・ドジャース             | Surf the Stars                                     | Samurai Quack                                      | 2月4日         | 1月22日         |            |
| 25   | 12   | 当然の話これは戦争と平和だ! 前編 | 当然の話これは戦争と平和だ! 前編 | Of Course You Know This Means War And Peace Part 1 | Of Course You Know This Means War And Peace Part 1 | 2月25日        | 1月23日         |            |
| 26   | 13   | 当然の話これは戦争と平和だ! 前編 | 当然の話これは戦争と平和だ! 前編 | Of Course You Know This Means War And Peace Part 2 | Of Course You Know This Means War And Peace Part 2 | 2月25日        | 1月29日         |            |

### シーズン3
日本未放送。アメリカでは第32話以降、ブーメランで放送。
| 通算 | 話数 | サブタイトル                                | サブタイトル                        | 放送日         |
| ---- | ---- | ------------------------------------------- | ----------------------------------- | -------------- |
| 27   | 1    | Till Doom Do Us Part                        | Till Doom Do Us Part                | 2005年 3月11日 |
| 28   | 2    | Villainstruck                               | Just the Two of Us                  | 3月18日        |
| 29   | 3    | The Kids Are All Wrong                      | Win, Lose or Duck                   | 4月8日         |
| 30   | 4    | Boar to Be Riled                            | Clean Bill of Health                | 4月15日        |
| 31   | 5    | The Best of Captains, the Worst of Captains | That's Lifomatica                   | 4月22日        |
| 32   | 6    | Diamond Boogie                              | Corporate Pigfall                   | 9月16日        |
| 33   | 7    | The Six Wazillion Dollar Duck               | The Six Wazillion Dollar Duck       | 9月23日        |
| 34   | 8    | Too Close for Combat                        | Fins of War                         | 9月30日        |
| 35   | 9    | Good Duck Hunting                           | Consumption Overruled               | 10月7日        |
| 36   | 10   | A Lame Duck Mind                            | A Lame Duck Mind                    | 10月14日       |
| 37   | 11   | Master & Disaster                           | All in the Crime Family             | 10月21日       |
| 38   | 12   | In Space, No One Can Hear You Rock          | Ridealong Calamity                  | 11月4日        |
| 39   | 13   | Bonafide Hero: Captain Duck Dodgers         | Bonafide Hero: Captain Duck Dodgers | 11月11日       |